# 신병호
신병호(1977년 4월 26일 ~ )는 대한민국의 전 축구 선수이자 현 감독이다. 선수 시절 포지션은 공격수이다. 현재 대구 청구고등학교 축구부의 감독직을 수행하고 있다.